# Holacantha
Holacantha é um género botânico pertencente à família Simaroubaceae.
1. ↑  «Holacantha — World Flora Online». www.worldfloraonline.org. Consultado em 19 de agosto de 2020